# Научно-исследовательский центр курортологии и реабилитации
Нау́чно-иссле́довательский це́нтр курортоло́гии и реабилита́ции, филиал ФГБУ «Северо-Кавказский федеральный научно-клинический центр» Федерального медико-биологического агентства» (НИЦКиР ФФГБУ СКФНКЦ ФМБА России) — научное учреждение в Сочи, Краснодарский край, Россия.

## История
Является правопреемником Научно-исследовательского института курортологии и физиотерапии.
В 1925-1926 гг. лечебно-санитарное управление (Лечсанупр)Кремля решило развивать Сочи как правительственный курорт. Под руководством видного бальнеолога профессора И. А. Валединского была проведена комплексная экспедиция Центрального института курортологии по изучению лечебных факторов курорта Сочи. 
Тогда же началось углубленное изучение сотрудниками института курортологии влияния на организм сероводородных вод и других лечебных факторов. Совместно с Медико-биологическим институтом Главнауки (А. А. Богомолец) была начата разработка тематики по омоложению организма, причём, особые надежды возлагали на сероводородные ванны Мацесты (Мацеста в переводе с черкесского —«дарующая жизнь»). 
Фактически с 1926 г. на базе Старой, а позже Новой Мацесты стал формироваться филиал Центрального института с постоянными местными и командированными из Москвы научными сотрудниками, руководимый проф. И. А. Валединским (с 1926 по 1934гг). Филиал располагался сначала в кабинетах Старой Мацесты, а с 1929 г. перебрался в хорошо оборудованное помещение и уже именовался Бальнеологической клиникой на Новой Мацесте.
В поле зрения Валединского стоял тогда вопрос об использовании сероводородных ванн для лечения людей с сердечно-сосудистыми заболеваниями. Этой проблемой с 1910 г. по 1927гг занимался первооткрыватель минеральных источников Мацесты врач В. Ф. Подгурский,  но только эксперименты и клинические исследования, организованные в широких масштабах И. А. Валединским, и в дальнейшем Сочинским бальнеологическим институтом, позволили уточнить механизм действия вод Мацесты и разработать показания и противопоказания для их применения. В начале 30-х годов (1934г?) клиника была расширена, ей присвоили имя Сталина, и она стала полноправным филиалом с тремя клиническими отделениями. Терапевтическим отделением заведовал сам проф. И. А. Валединский; неврологическим – проф. В. М. Верзилов, а отделением болезней обмена веществ и экспериментально-физиологической лабораторией руководил проф. Н. М. Николаев. 
3 декабря 1936 клиника была преобразована в самостоятельный Сочинский государственный клинический НИИ имени Сталина.  
Институт сыграл большую роль в создании теоретического и практического фундамента для научной организации курортного дела. Валединский многим помог его становлению и научному расцвету, ряд его исследований положен в основу реконструкции курорта.
Основу научного коллектива Сочинского государственного клинического НИИ имени Сталина составили сотрудники сибирских физиотерапевтических институтов (Томского и Иркутского)во главе с профессором А. И. Нестеровым, ставшим первым директором института: М. М. Шихов, Л. И. Нестерова, И. Т. Карасев и др.  В 30-е гг. структура института включала в себя четыре клиники на 200 мест, лечебные и исследовательские лаборатории, экспериментально-клиническое отделение по сероводороду на Старой Мацесте. При институте был создан научно-курортный совет. Учёными института выполнялись научно-исследовательские работы, в частности по таким тематикам как «Мацеста и кровообращение», «Курортные факторы и реактивность организма» и др. В этот период были изучены вопросы изменения периферического кровообращения под влиянием общих и 4-х камерных сероводородных ванн различных концентраций у больных с сердечно-сосудистыми, обменными и другими заболеваниями. По предложению А. И. Нестерова впервые были применены ванны средней концентрации 80-100 мг/л сероводорода, что расширило показания при лечении различных групп больных. В 1938 г. под редакцией А. И. Нестерова вышла первая публикация трудов сотрудников института "Показания и методы лечения на курорте Сочи-Мацеста". В дальнейшем научные работы публикуются в периодической печати и печатаются в виде отдельных сборников трудов института. Кроме того, издаются методические руководства о показаниях и противопоказаниях к лечению больных на Сочи-Мацестинском курорте.
Война внесла изменения в работу института. В этот сложный период его директором был профессор В. И. Сухарев. Большое внимание стали уделять военно-полевой хирургии, терапии военно-травматических повреждений. На базе института дислоцировался госпиталь № 4773 на 200 коек. В 1942 г., когда бои велись в непосредственной близости от Сочи, институт был эвакуирован в Байрам-Али (Туркмения). Перелом в ходе войны позволил эвакуированным учреждениям вернуться на свои постоянные места. Институт вернулся из эвакуации в ноябре 1943 г. В 1944 г. В. И. Сухарев был отозван в Центральный институт, его сменил на посту директора в Сочи профессор Василий Корнилович Модестов. С 1944 г. после возвращения из эвакуации были выполнены работы по мацестотерапии травматологических остеомиелитов, посттравматических радикулитов, невритов, плекситов и других заболеваний.
После войны возобновились научные работы по исследованию механизма действия вод Мацесты и их физико-химической характеристики, изучению генезиса и режима мацестинских месторождений, разработке методов рационального их использования. В этот период были проведены важные работы по изучению других минеральных вод, адлерских иловых грязей, открытых ещё до войны. Все это пополняло список новых лечебных факторов курорта. В период с 1945-50 гг. особое внимание уделялось изучению проблемы «Курортные факторы и нервная система». С помощью экспериментов на животных клинико-физиологическими наблюдениями изучалась роль отделов церебральной нервной системы в механизме действия сероводородных ванн на организм. В 1946 был создан отдел гидроминералогии.
В 1955 г.(1956?) институт был переименован в Государственный научно-исследовательский институт ревматизма им. Сталина. В 1957 г. его возглавил учёный, имя которого впоследствии было заслуженно внесено в список крупнейших курортологов, - профессор М. М. Шихов. Усилия сотрудников были направлены на изучение отдельных клинических форм, методов лечения и профилактики ревматизма, ревматоидных артритов.     В 1959 г.(1960?) институт был преобразован в Сочинский научно-исследовательский институт курортологии и физиотерапии. С этого времени возобновилась в широком масштабе работа по изучению свойств и механизма действия минеральных вод и климата курорта Сочи и по расширению сведений о лечебном применении курортных факторов.
Институт стал научным и организационно-методическим центром курорта Сочи и 22 сульфидных (сероводородных) курортов страны. Более 20 лет, с 1963 г. (1962?) по 1983гг, институт возглавлял профессор Н. Е. Романов. В этот период разрабатывались вопросы научной организации санаторно-курортного обслуживания больных, организационные, медицинские и экономические аспекты повышения эффективности отдыха и лечения. Основными задачами научной деятельности НИИ являлись: изучение физико-химических свойств курортных факторов, разработка методик лечения курортными факторами различных заболеваний, адаптации в условиях влажных субтропиков.
Институт играл главную роль в повышении квалификации кадров курорта Сочи - Мацеста, научные сотрудники не только занимались  изысканиями новых способов лечения больных различных болезней, но и вели большую педагогическую работу среди медицинских работников курорта. Они преподавали на различных курсах повышение квалификации, обучали врачей новым способам лечения непосредственно в институте – туда постоянно направлялись десятки врачей для «обучения на рабочем месте», проводили десятки научно-практических конференций с врачами и медицинскими сёстрами, являлись научными руководителями многих исследовательских тем, проводимых врачами курорта.
Доктор медицинских наук, профессор Т. В. Хутиев, руководящий институтом в 80-е годы способствовал расширению тематики научных исследований в области многофакторной профилактики ишемической болезни сердца, кинезотерапии.
В 90-е годы институт под руководством доктора медицинских наук А. И. Джагиняна помимо основных направлений приступил к разработке научной темы по созданию различных методов санаторно-курортного лечения лиц, пострадавших от аварии на Чернобыльской АЭС.
В конце 90-х гг., после очередной реорганизации, институт несколько изменил направление работы, статус, структуру. 
В 1997 году на основании приказа МЗ РФ Сочинский НИИ курортологии и физиотерапии был реорганизован в НИЦ курортологии и реабилитации и включен в состав Черноморского зонального управления специализированных санаториев МЗ РФ возглавляемого Заслуженным врачом Российской Федерации, доктором медицинских наук, профессором С. Н. Мамишевым. В научно-исследовательской деятельности НИЦ сохранялись три основных направления – клиническое, научно-организованное и изучение курортных факторов и их ресурсов. Возглавлял НИЦ КиР ЧЗУС Минздрава РФ — кандидат мед. наук Куртаев О. Ш.
Особенно большое значение в последние годы учёными центра уделялось исследованиям динамики химического состава минеральных вод и лечебных грязей курортов Черноморского побережья Кавказа, Краснодарского края и Ростовской области, что активизировало  применение природных минеральных вод для лечения и профилактики различных заболеваний на курортах региона.
До 2012 года Центр имел собственную клиническую базу, расположенную в экологически чистой зоне, на склоне горы Малый Ахун, в лесном массиве, богатом субтропической растительностью, со своим  микроклиматом. Пациенты получали  обследование и  лечение с применением новых методик, разработанных учёными Центра. Широко применялись физические методы лечения, натуральные минеральные воды, климатолечение, морелечение, современные методы, разработанные учёными в смежных областях науки. Это так называемые "усовершенствованные способы клеточной, тканевой и органной восстановительной терапии".
Историческое здание на Курортном проспекте, 110 было построено в 1929 архитектором А. В. Щусевым как санаторий №7. 28 июля 1929 здесь выступал В. В. Маяковский.  Здание является ярким памятником конструктивизма и до последнего времени имело статус памятника архитектуры федерального значения, присвоенный на основании постановления Совета Министров РСФСР № 624 от 04.12.1974 г. Номер объекта 2310090000. Примерно с 2000 года комплекс, возведенный по проекту Щусева заброшен в связи с уступкой прав аренды на земельный участок компании ООО "Империал", учредителем которой является юридическое лицо, зарегистрированное в юрисдикции республики Кипр. ООО "Империал" фигурирует в качестве официального застройщика, осуществляющего деятельность на территории г. Сочи. Предположительно, бенефициарами данной компании являются фигуры, близкие к структурам ОАО «Холдинговая компания „Металлоинвест“, однако представители последнего подобное родство и владение комплексом отрицают.  Предположительно, в 2012 году здание выведено из под охраны и исключено из числа памятников архитектуры федерального значения в связи с т. н. "утратой памятника, подлежащего охране". По состоянию на начало 2014 года комплекс строений ещё не снесен, хотя в отчёте о научно-исследовательской работе Южного Регионального Отделения РААСН за 2012 год объект описывается, как утраченный в 2012 году, на основании чего можно сделать вывод о снятии охранного статуса и подготовке исторического здания к сносу.
Имеет Свидетельство о государственной аккредитации научной организации, выданное Министерством науки и технологий РФ; Лицензию на право ведения образовательной деятельности в сфере профессионального образования РФ, а также Лицензию на осуществление медицинской деятельности. При НИЦ КиР работает Аттестационная комиссия по присвоению квалификационных категорий специалистам с высшим и средним образованием.
Проводит подготовку специалистов по программам последипломного высшего образования: интернатура, ординатура, аспирантура.

## Директоры
1. Нестеров, Анатолий Иннокентьевич (1936—1939)
2. Романов, Николай Егорович
3. Владимиров, Николай Прохорович (1954—1957)